# 모즈독스키군

북오세티야 공화국의 모즈독스키 군 지도. 빨강색은 블라디캅카스이다.

모즈독스키군(러시아어: Моздо́кский район)은 북오세티야 공화국에 위치한 군이다. 중심지는 모즈독이다. 면적은 1,08 sq. km이다. 인구는 1만7,000명이다. 거의 대부분이 러시아어를 사용하며, 러시아인, 오세트인, 쿠미크인, 고려인도 거주하고 있다.

## 지리
북오세티야 공화국의 북쪽에 위치해 있다.

## 경제

### 농업
모즈독스키 군은 북오세티야의 곡창 지대이다. 보리, 밀, 기타 다른 작물(해바라기와 기타) 등이 자란다.

## 주민
주민은 8만 7,600명(2005년)이다. 주로 러시아인들이 거주한다. 오세트인과 쿠미크인, 고려인과 기타도 거주한다.